# Cauda equina
La cauda equina, o cola de caballo, es una agrupación de nervios del segmento distal de la médula espinal. Está compuesta por el cono terminal (la parte más inferior de la médula) rodeado por las raíces nerviosas nacidas un poco más arriba. Durante la embriogénesis la médula espinal y la columna vertebral crecen en estrecha asociación, con la misma velocidad, pero después del nacimiento la columna vertebral sigue creciendo, mientras que la médula deja de crecer; esto produce un estiramiento continuo de los últimos nervios espinales que, poco a poco, toman un ángulo cada vez más agudo respecto al eje vertebral con el fin de alcanzar su orificio de salida del canal vertebral ubicado más abajo que su origen en la médula. Es así como los últimos nervios espinales van a formar una estructura que se asemeja a la cola de un caballo (de ahí su nombre).
La cauda equina como haz de nervios están relacionados íntimamente con los órganos sexuales, el movimiento de las piernas y la función de los aparatos excretores como la vejiga y el intestino.

## Síndrome de la cauda equina
El SCE es una dolencia incapacitante causada por una hernia discal de súbita aparición.
La presión de un disco intervertebral sobre la cauda equina comprime y daña la función neural del haz nervioso, la dolencia es súbita y afecta las extremidades, causa disfunción visceral con parálisis de los esfínteres y déficit motor. Si no se trata a tiempo puede afectar significativamente la calidad de vida de las personas que lo padecen.
Por tanto, una vez detectada y diagnosticada a tiempo la dolencia requiere de cirugía urgente de descompresión lo antes posible para evitar el perjuicio neural de la cauda, de lo contrario los daños no son reversibles.
Aunque su morbilidad es baja, afecta mayoritariamente a los atletas relacionados con la halterofilia y aquellos que realizan sobreesfuerzos corporales extremos al levantar pesos más allá de sus capacidades.  También afecta a personas comunes y corrientes por lesiones lumbares, malas aplicaciones de anestésicos epidurales y casos de espondilitis anquilosante.